# NGC 159
NGC 159 ist eine linsenförmige Galaxie vom Hubble-Typ SB0/a im Sternbild Phönix am Südsternhimmel. Sie ist schätzungsweise 371 Millionen Lichtjahre von der Milchstraße entfernt und hat einen Durchmesser von etwa 150.000 Lichtjahren.
Das Objekt wurde am 28. Oktober 1834 von dem britischen Astronomen John Herschel entdeckt.